# Brimson
Brimson é uma vila localizada no estado americano de Missouri, no Condado de Grundy.

## Demografia
Segundo o censo americano de 2000, a sua população era de 63 habitantes. 
Em 2006, foi estimada uma população de 62, um decréscimo de 1 (-1.6%).

## Geografia
De acordo com o United States Census Bureau tem uma área de 
0,2 km², dos quais 0,2 km² cobertos por terra e 0,0 km² cobertos por água. Brimson localiza-se a aproximadamente 236 m acima do nível do mar.

## Localidades na vizinhança
O diagrama seguinte representa as localidades num raio de 20 km ao redor de Brimson. 